# クラム則
クラム則（クラムそく）は、α位に不斉中心を持つカルボニル基への求核付加反応の立体選択性についての経験則である。1952年にドナルド・ジェームス・クラムらによって提唱された。
このクラムのモデルにおいてはカルボニル基のα位の不斉中心においてはカルボニル基の酸素原子に配位したルイス酸との立体反発により、最も立体的に大きい置換基がカルボニル基とアンチペリプラナーに位置する立体配座をとる分子が優先的に存在していると考える。そして、この立体配座において、最も立体的に小さい置換基のある側の面から求核付加が起こった生成物のほうが優先的に得られる。
また、1959年にα位にヒドロキシ基やエーテル結合を持つ化合物についてのモデルもクラムらによって提唱されている。このモデルはキレーション・モデルと呼ばれ、ヒドロキシ基やエーテル結合の酸素原子がカルボニル基に配位しているルイス酸とキレート結合するため、ヒドロキシ基やエーテル結合はカルボニル基とシンペリプラナーの立体配座をとると考える。そしてこの立体配座において、最も立体的に小さい置換基のある側の面から求核付加が起こった生成物のほうが優先的に得られる。
クラムのモデルは電子的な効果については考慮していないため、α位にハロゲン置換基を持つような、カルボニル基への求核付加反応の立体選択性はうまく説明できない。このため立体電子効果を取り入れたフェルキン-アーンのモデルが提唱されている。